# Asociación Dominicana de Profesionales de la Industria del Cine
La Asociación Dominicana de Profesionales de la Industria del Cine o ADOCINE es una organización dominicana creada para promover la industria de cine en aquel país.
Esta organización es conocida por sus premios anuales a los filmes de República Dominicana, conocidos como «los Premios La Silla».

## Objetivos
- Fomentar el desarrollo, promoción y difusión de la industria y de las artes cinematográficas en el país.
- Fomentar el desarrollo de toda actividad tendiente a estimular, producir y difundir las obras cinematográficas dominicanas.
- Contribuir para que la realización cinematográfica dominicana sea reconocida como un bien cultural que beneficia a nuestra sociedad.
- Colaborar con la formación de directores, guionistas, realizadores y demás técnicos nacionales para su desarrollo laboral en la industria cinematográfica.
- Contribuir al establecimiento de las normas, conceptos y criterios que deben primar en las actividades cinematográficas que se desarrollen en el país, de manera que estas respondan a los principios profesionales, culturales y éticos que estas actividades requieren.
- La celebración de eventos y actividades que promuevan en el país la filmación y edición de obras cinematográficas de larga y corta duración, ya fueren educativas, culturales o recreativas.
- La defensa e incentivo al respeto a las leyes y convenios internacionales que protegen las obras cinematográficas y obras análogas.
- La gestión ante organismos internacionales, Estados, empresas privadas o individuos, para obtener el apoyo a los eventos que promuevan la producción, desarrollo, proyección y difusión de obras cinematográficas de corta o larga duración en la que intervengan realizadores, actores o técnicos nacionales.
- Preparar, diseñar y dirigir cualquier tipo de actividad con fines de obtener fondos para dar apoyo a instituciones que se dediquen a la capacitación de cineastas, producción cinematográfica o a la difusión del cine profesional en el país.
- Realizar actividades que estimulen la inversión de los sectores productivos nacionales e internacionales en el desarrollo de la industria cinematográfica nacional.
- Lograr una legislación que apoye e incentive la industria cinematográfica nacional
- Defender los derechos laborales y profesionales de los técnicos cinematográficos dominicanos.

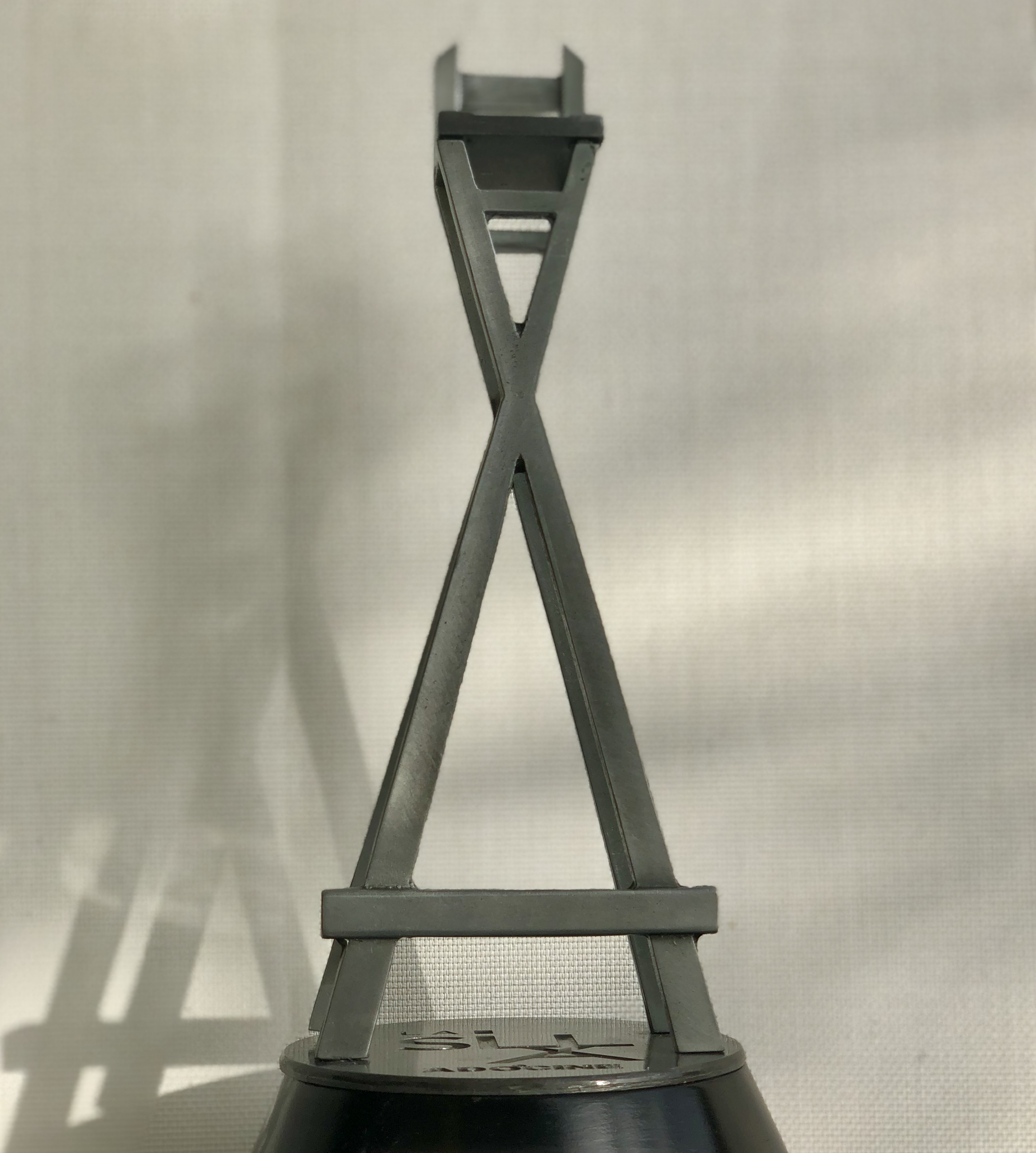
Trofeo de los Premios La Silla

- Trofeo de los Premios La SillaTodas las actividades no lucrativas tendientes a fomentar el desarrollo del arte y la cultura cinematográfica en la República Dominicana.

## Asamblea General Ordinaria 2020
El 29 de agosto de 2020 por primera vez en la historia de la entidad, se realizó la Asamblea General Ordinaria de su directiva vía electrónica, debido al distanciamiento que surgió a raíz de la pandemia del COVID-19.  El abogado Cirilo J. Guzmán presidente de la comisión electoral, en compañía de Omar de la Cruz y Otniel Salcedo, informaron que con el 90.26% de los votos, la plancha No.1 fue elegida como la nueva directiva para el período 2020-2022. La nueva directiva está formada por Iván Reynoso como presidente, Alan Nadal Piantini, vicepresidente, Danilo Reynoso, tesorero, Carol Herrera, secretaria, Los vocales electos fueron Johnne Gómez, José Billini, Desiree Díaz Silva, Ronni Castillo y Amaury Pérez.

## Asamblea General Ordinaria 2022
El 15 de octubre de 2022, se llevó a cabo en la Cinemateca Nacional, la Asamblea General Ordinaria, en donde los miembros de la asociación eligieron una nueva directiva para el periodo 2022-2024. Dicha elección estuvo organizada por una comisión eleccionaria, integrada por Cirilo J. Guzmán, en calidad de presidente, Yesenia Medina y Leo Silverio en la calidad de miembros. La nueva junta directiva está formada por Presidente: Hans García en calidad de presidente, posición que ya había desempeñado, en el periodo 2018-2020, Marcel Andrés Fondeur como vicepresidente, Danilo Reynoso Secretario, Omar de la Cruz como Tesorero, y los vocales elegidos fueron Gina Giudicelli, Elizabeth Jiménez, Irene Abreu, William Liriano y Héctor Then.